# Karol Heiling
Karol Heiling (18. března 1913 Pressburg – 25. září 1975 Ettlingen) byl československý sportovní plavec a pólista.
Závodnímu plavání a vodnímu pólu se věnoval od roku 1929 v maďarském sportovním klubu PTE Bratislava (Polgari Torna Egyesület) v Bratislavě. V první polovině třicátých let dvacátého století patřil k nejlepším plavcům v Československu. Jeho hlavní tratí bylo 100 m plaveckým stylem znak. V pozdějším věku zvládal velmi dobře i delší tratě kraulem. V roce 1934 se účastnil mistrovství Evropy v německém Magdeburgu, kde na 100 m znak nepostoupil z rozplaveb. V roce 1936 nesplnil nominační kritéria ČsAPS pro start na olympijských hrách v Berlíně. Sportovní kariéru ukončil v roce 1938.